# David Cameron (Schauspieler)

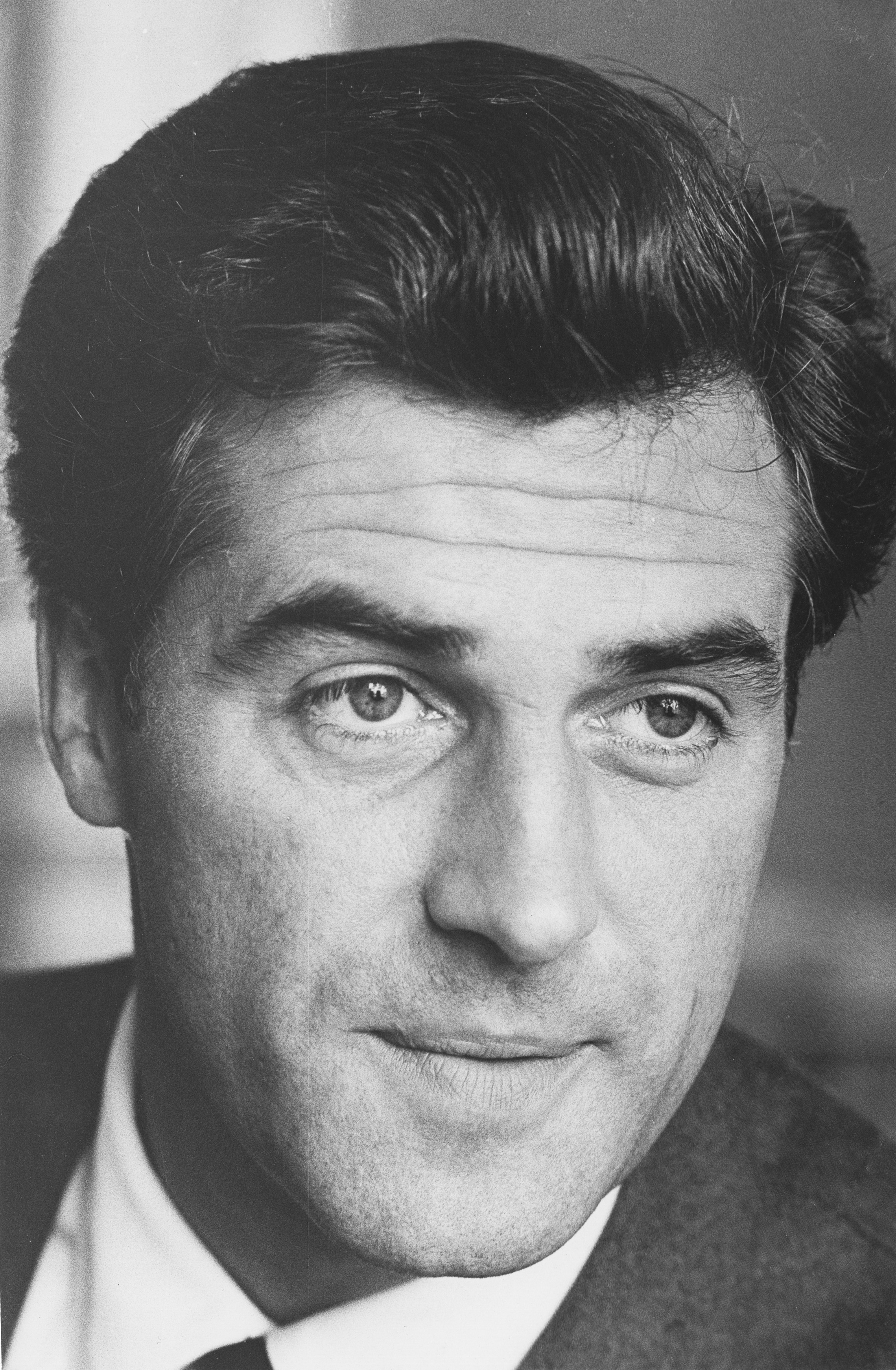
David Cameron ca. 1960.

David Cameron (* 21. Januar 1933 in London als David Antonio Palastanga; † 7. August 2012 in Wien) war ein britischer Schauspieler und Regisseur.

## Leben
Cameron wuchs in London auf. Er war väterlicherseits griechisch-italienischer und mütterlicherseits schottischer Herkunft.
Cameron wirkte in seiner rund fünf Jahrzehnte andauernden Karriere als Schauspieler vor der Kamera von 1950 bis 2003 in mehr als 40 Film- und Fernsehproduktionen mit. Als Darsteller in Filmen trat er unter anderem auch an der Seite von Elizabeth Taylor und Montgomery Clift auf. Im Jahr 1966 führte er bei zwei Spielfilmen die Regie und war auch zeitweise als Drehbuchautor tätig.
Während seiner Ehe mit der Schauspielerin Hildegard Knef war er von 1967 bis 1975 für sie als Schallplattenproduzent tätig. Für die Übersetzung ihrer Autobiografie Der geschenkte Gaul ins Englische erhielt er 1971 den Schlegel-Tieck-Preis. 1975 übersetzte er ihr Buch Das Urteil ins Englische. Im Jahr 1987 veröffentlichte Cameron seine eigene Autobiografie: Auf die Füße gefallen.
Cameron war viermal verheiratet und hatte zwei Töchter und einen Sohn. In erster Ehe war er von 1954 bis 1962 mit der australischen Schauspielerin Shirley Cameron (* 1929) verheiratet, in zweiter Ehe von 1962 bis 1976 mit Hildegard Knef. Aus dieser Ehe ging Tochter Christina Antonia Palastanga, verh. Gardiner (* 16. Mai 1968, genannt „Tinta“), hervor. In dritter Ehe war Cameron von 1977 bis 1982 mit Dorothea „Pumpi“ Gräfin Lamberg verheiratet. Aus dieser Ehe ging die Tochter Anna (* 1979) hervor. Seine vierte Ehe bestand von 1986 bis 1990 mit der Krankenschwester Gerlinde Bernhard, aus welcher der Sohn Christopher (* 1986) hervorging. Gerlinde Bernhard starb im Jahr 1990 an einer Virusinfektion.
Ab 2000 war er mit der Schauspielerin Melinda May liiert. Cameron lebte und arbeitete viele Jahre lang in Wien, wo er am 7. August 2012 im Alter von 79 Jahren starb.

## Filmografie (Auswahl)
- 1956: Panzerschiff Graf Spee (The Battle of the River Plate)
- 1960: Die 1000 Augen des Dr. Mabuse
- 1984: My first Wife
- 1984: T. J. Hooker (Fernsehserie, 1 Folge)
- 1985: Steig aus deinem Luftballon
- 1986: Tatort: Das Archiv (Fernsehreihe)
- 1986: 38 – Auch das war Wien
- 1987: Johann Strauß – Der König ohne Krone
- 1988–1989: Die Schwarzwaldklinik (Fernsehserie, 8 Folgen)
- 1990: Abenteuer Airport (Episode 03: Das Attentat)
- 1990: Der Gorilla (Le Gorille, Fernsehserie, 2 Folgen)
- 1991: Die Strauß-Dynastie (Miniserie, 2 Folgen)
- 1993: Moselbrück (Fernsehserie, 1 Folge)
- 1993: Die liebe Familie (Fernsehserie, 9 Folgen)
- 1995/2003: Kommissar Rex (Fernsehserie, 2 Folgen)
- 1996: Hannah
- 2001: Der Clown (Fernsehserie, 1 Folge)